# Вперёд, вперёд! (мультсериал)
«Вперёд, вперёд!» (англ. Go, Dog. Go!) — американский-канадский мультипликационный веб-сериал. Создан Адам Пельцман и спродюсирован компаниями DreamWorks Animation Television и WildBrain Studios для канала Netflix в 2021 году. Снятый по мотивам одноимённой детской книги П. Д. Истмана.

## Сюжет
Мультсериал рассказывает о Гаве и Игруне и их друзьях в городе Пёсоград.

## Персонажи
- Гав (англ. Tag Barker, озвучивает Микела Люси) — 6-летняя[17] оранжевая собака породы лабби (помесь бигля и лабрадор-ретривера), протагонист сериала, сестра Чеддара, Спайка, Гилбера и Йипа.
- Игрун (англ. Scooch Pooch, озвучивает Каллум Шоникер) — 6-летний[17] голубой пёс породы терьеры, дейтерагонист сериала, лучший друг и сосед Гава.
- Мама (англ. Ma Barker, озвучивает Кэти Гриффин) — лавандовая собака породы лабби.
- Папа (англ. Paw Barker, озвучивает Мартин Роуч) — коричневый пёс породы лабби.
- Чеддар Бисквит (англ. Cheddar Biscuit, озвучивает Таджа Исен) — 7-летняя[17] белая собака породы лабби, сестра Гава, Спайка, Гилбера и Йипа.
- Спайк (англ. Spike Barker, озвучивает Лайон Смит) — красный пёс породы лабби, брат Гава, Чеддара, Гилбера и Йипа.
- Гилбер (англ. Gilber Barker, озвучивает Лайон Смит) — жёлтый пёс породы лабби, старший брат Гава, Чеддара, Спайка и Йипа[17].
- Бабушка (англ. Grandma Marge Barker, озвучивает Джуди Маршанк) — пурпурная собака породы лабби.
- Дедушка (англ. Grandpaw Mort Barker, озвучивает Патрик Маккенна) — бежевый пёс.
- Йип (англ. Yip Barker) — пурпурный щенок породы лабби, младший брат Гава, Чеддара, Спайка и Гилбера.
- Фрэнк (англ. Frank, озвучивает Дэвид Берни) — жёлтый пёс.
- Бинс (англ. Beans, озвучивает Ананд Раджарам) — большой зелёный бобтейл, лучший друг Фрэнка.
- Госпожа Лидия (англ. Lady Lydia, озвучивает Линда Баллантайн) — розовая пудель.
- Гончая Сэм (англ. Sam Whippet, озвучивает Джошуа Грэм) — голубой грейхаунд.
- Геральд (англ. Gerald, озвучивает Патрик Маккенна) — сине-зеленый пёс.
- Маттфильд (англ. Muttfield, озвучивает Патрик Маккенна) — пурпурный пёс.
- Пёс из Люка (англ. Manhole Dog, озвучивает Патрик Маккенна) — бежевый пёс.
- Мэр Нюхалка (англ. Mayor Sniffington, озвучивает Линда Баллантайн) — пурпурная собака.
- Гавкакапелла (англ. The Barkapellas) — три певчие собаки.
  - Тенор (англ. Tenor, озвучивает Пол Бакли) — высокий оранжевый пёс.
  - Бас (англ. Bass, озвучивает Рено Сельмер) — маленький пурпурный пёс.
  - Альто (англ. Alto, озвучивает Зои Д’Андреа) — голубая собака.
- Бифштекс (англ. Beefsteak, озвучивает Таджа Исен) — розовая чихуахуа.
- Вагнес (англ. Wagnes, озвучивает Джуди Маршанк) — голубая собака.
- Хамбонио (англ. Hambonio) — красный пёс.
- Ветер Быстро (англ. Wind Swiftly, озвучивает Ава Престон) — пурпурная собака.
- Ступайте Слегка (англ. Tread Lightly) — сине-зеленый пёс.
- Дуг (англ. Doug) — жёлтый пёс.
- Большой Пёс (англ. Big Dog, озвучивает Мэттью Муччи) — большой белый пёс.
- Собачонка (англ. Little Dog, озвучивает Хэтти Крагтен) — маленькая пурпурная собака.
- Тренер Жевунов (англ. Coach Chewman, озвучивает Фил Уильямс) — красный пёс.
- Гейб Руф (англ. Gabe Roof, озвучивает Фил Уильямс) — жёлтый пёс.
- Уэггс Мартинес (англ. Waggs Martinez, озвучивает Линда Баллантайн) — пурпурная собака.
- Флип Чейсли (англ. Flip Chasely, озвучивает Ананд Раджарам) — коричневый пёс.
- Ловкая Морели (англ. Catch Morely, озвучивает Жюли Лемьё) — голубая собака.
- Донни Слиперс (англ. Donny Slippers, озвучивает Джейми Уотсон) — красновато-коричневый пёс.
- Бернард Руббер (англ. Bernard Rubber, озвучивает Джошуа Грэм) — маленький бирюзовый пёс.
- Фетчер (англ. Fetcher, озвучивает Девен Мак) — бирюзовый пёс.
- Келли Корги (англ. Kelly Korgi, озвучивает Стейси Кей) — персиковая собака.
- Лео Хоулстед (англ. Leo Howlstead, озвучивает Джон Стокер) — серый пёс.
- Санта Лапус (англ. Sandra Paws, озвучивает Дин Дегруйтер) — большая голубая собака.
- Тайли (англ. Taylee, озвучивает Манви Тапар) — бирюзовый щенок.
- Чили (англ. Chili, озвучивает Ананд Раджарам) — красный бобтейл, двоюродный брат Бинса.
- Фрэнни (англ. Franny) — коричневый щенок.
- Папа Фрэнни (англ. Franny's Dad, озвучивает Джошуа Грэм) — голубой пёс.
- Мама Фрэнни (англ. Franny's Mom, озвучивает Таджа Исен) — зелёная собака.
- Первый Эд (англ. Early Ed, озвучивает Роберт Тинклер) — зелёный пёс.
- Киса Пышноус (англ. Kit Whiskerton, озвучивает Зарина Роша) — пурпурная кошка.
- Том Пышноус (англ. Tom Whiskerton, озвучивает Пол Браунштейн) — серый кот.
- Ронда (англ. Rhonda) — голубой щенок.
- Боузер (англ. Bowser, озвучивает Ананд Раджарам) — голубой пёс.
- Джерри (англ. Jerry) — коричневый пёс.
- Брутус (англ. Brutus, озвучивает Патрик Маккенна) — голубой пёс.
- Водитель грузовика (англ. Truck Driver, озвучивает Джошуа Грэм) — зелёный пёс.
- Даррелл (англ. Darrell) — голубой пёс, ассистент Маттфильда.
- Маркус Вормс (англ. Marcus Worms, озвучивает Дэвид Берни) — розовый пёс.
- Даля Матинец (англ. Dale Mation) — далматинская собака.
- Сэндвич-пёс (англ. Sandwich Dog, озвучивает Патрик Маккенна) — пурпурный пёс.
- Вагглс (англ. Waggles) — розовый пёс-клоун.
- Бовоузо (англ. Bowowzo) — светло-пурпурный пёс-клоун.
- Вовбоузо (англ. Wowbowzo) — голубой пёс-клоун.
- Боингос (англ. Boingos) — сине-зеленый пёс-клоун.
- Соппи (англ. Soppy) — голубая собака-клоун.
- Страгглс (англ. Struggles) — светло-голубой пёс-клоун.
- Пушечные тройки (англ. The Cannon Triplets) — три желтые собаки-клоуны.
- Сабрина (англ. Sabrina, озвучивает Линда Баллантайн) — кремовая собака.
- Ви Уиттлер (англ. Wee Whittler, озвучивает Патрик Маккенна) — светло-серый пёс.
- Водитель (англ. Driver, озвучивает Патрик Маккенна) — золотой пёс.
- Фейерверк Фил (англ. Fireworks Phil, озвучивает Адам Пельцман) — разноцветный пёс.
- Ники (англ. Nicky, озвучивает Линда Баллантайн) — пурпурная собака.
- Мэнди Макрафф (англ. Mandy McRuff, озвучивает Джуди Маршанк) — зелёная собака.
- Судья Джоулс (англ. Judge Jowls, озвучивает Элли Рэй Хеннесси) — пурпурная собака.
- Шеф-мопс (англ. Chef Pug, озвучивает Кваку Аду-Поку) — мопс-кондитер.
- Главный бандит (англ. Head Bandit, озвучивает Кори Доран) — коричневый пёс.
- Помощник бандит (англ. Sidekick Bandit, озвучивает Ана Сани) — коричневая собака.
- Грустный пёс (англ. Sad Dog, озвучивает Кваку Аду-Поку) — коричневый пёс.
- Адам (англ. Adam) — красный пёс.
- Воспитатель детского сада (англ. Daycare Teacher, озвучивает Лайон Смит) — голубой пёс.
- Госпожа Большая шляпа (англ. Lady Bighat, озвучивает Линда Баллантайн) — сине-зеленая пудель.
- Госпожа Маленькая шляпа (англ. Lady Littlehat, озвучивает Линда Баллантайн) — пурпурная пудель.
- Джейк (англ. Jake, озвучивает Кори Доран) — жёлтый пёс.
- Сайрус (англ. Cyrus, озвучивает Кори Доран) — голубой пёс.
- Фло (англ. Flo, озвучивает Линда Баллантайн) — розовая собака.
- Тим Пышноус (англ. Tim Whiskerton, озвучивает Пол Браунштейн) — серо-фиолетовый кот.
- Лонни (англ. Lonny, озвучивает Линда Баллантайн) — розовая кошка.
- Кот из Жёлоба (англ. Gutter Cat, озвучивает Дэвид Берни) — голубой кот.

## Эпизоды
| Сезон | Серии | Серии | Даты показа      | Даты показа      |
| ----- | ----- | ----- | ---------------- | ---------------- |
| 1     | 9     | 9     | 26 января 2021   | 26 января 2021   |
| 2     | 9     | 9     | 7 декабря 2021   | 7 декабря 2021   |
| 3     | 8     | 8     | 19 сентября 2022 | 19 сентября 2022 |
| 4     | 14    | 14    | 27 ноября 2023   | 27 ноября 2023   |

## Музыка
Вся музыка к мультсериалу написана Полом Бакли.

## Критика и отзывы
Эшли Моултон из Common Sense Media поставила мультсериалу 4 балла из 5.

## Награды и номинации
| Год  | Награда                | Категория                                                               | Номинанты                                                                    | Результат | Ист.          |
| ---- | ---------------------- | ----------------------------------------------------------------------- | ---------------------------------------------------------------------------- | --------- | ------------- |
| 2021 | Leo Awards             | Лучшая режиссёрская мультсериала                                        | Эндрю Дункан и Киран Шанхерра («Clucky Day / Take Me Out To The Fetch Game») | Номинация | [ 23 ]        |
| 2022 | ACTRA Award            | Выдающуюся производительность — Гендерно неконформный или Мужской голос | Джошуа Грэм в роли Гончая Сэм («Dog The Right Thing»)                        | Победа    | [ 24 ] [ 25 ] |
| 2022 | ACTRA Award            | Выдающуюся производительность — Гендерно неконформный или Мужской голос | Ананд Раджарам в роли Бинс («Clucky Day / Take Me Out To The Fetch Game»)    | Номинация | [ 24 ] [ 25 ] |
| 2022 | Canadian Screen Awards | Лучшая анимационная программа или сериал                                | Вперёд, вперёд!                                                              | Номинация | [ 26 ]        |

## Телеканалы
| Страна     | Телеканал          |
| ---------- | ------------------ |
| Португалия | Canal Panda        |
| Испания    | Canal Panda        |
| Польша     | MiniMini+          |
| Италия     | Frisbee            |
| Таиланд    | DreamWorks Channel |